# Rogned' van Polotsk
Rogned' of Rogneda (Oudkerkslavisch: Рогънѣдь; doopnaam Anastasia; circa 960–1000), ook bekend als Ragnhild (Ragnheiðr), is een persoon genoemd in de Primaire Kroniek (Nestorkroniek) als prinses van Polotsk. Daarin was zij de dochter van Rogvolod (Ragnvald), die halverwege de 10e eeuw uit Scandinavië kwam en zijn heerschappij vestigde over Polotsk (heden Polatsk in Belarus). Volgens het verhaal doodde Vladimir van Kiev haar vader en maakte haar een van zijn vrouwen.
In een nauw verwant maar apart verhaal in de Soezdalse Kroniek heet de dochter van Rogvolod van Polotsk Gorislava; Vladimir verkracht haar voor de ogen van haar ouders voordat hij haar vader vermoordt en haar tot zijn vrouw maakt, waarna Gorislava een moordpoging op Vladimir doet uit wraak.

## Rogned' in dePrimaire Kroniek
Rond het jaar 980 was Vladimir, toen de vorst van Novgorod, in een successieoorlog verwikkeld met zijn broer Jaropolk I, de vorst van Kiev. Hij zocht bondgenoten en vroeg aan vorst Rogvolod van Polotsk om zijn dochter Rogned' te trouwen, maar zij verklaarde: "Ik wil niet de schoenen uittrekken van de zoon van een slavin" ("не хочу розути робичича"), "maar wel van Jaropolk".  Daarna leidde Vladimir een leger om Polotsk te verwoesten, waarbij hij Rogvolod en zijn twee zonen doodde en Rogned' tot zijn vrouw maakte. Volgens Jonathan Shepard en Simon Franklin was Vladimir waarschijnlijk meer uit op het versterken van zijn politieke legitimiteit dan alleen op wraak.
De Primaire Kroniek geeft aan dat Rogned' vier zonen kreeg met Vladimir. De eerste lijst, die de moeders van zijn zonen identificeert, bevat de namen Izjaslav, Mstislav, Jaroslav en Vsevolod als de zonen van Rogned'. Na Vsevolod komen de namen Svjatopolk, Vysjeslav, Svjatoslav en een andere zoon genaamd Mstislav (mogelijk Mstislav "de Dappere" van Tsjernigov). Een derde lijst identificeert de landgoederen die Vladimir onder hen verdeelde, die geordend lijken te zijn op leeftijd, met Vysjeslav eerst, dan Izjaslav, Svjatopolk, Svjatoslav, en dan Jaroslav. De afwezigheid van Mstislav suggereert dat hij gestorven was voordat de erfdeling werd gemaakt en na de eerste verdelingen maar voor de dood van Vladimir in 1015 waren Vysjeslav en Izjaslav gestorven, waardoor Svjatopolk als oudste overlevende zoon overbleef. Nadat Vladimir zich bekeerde tot het christendom en Anna Porphyrogenitus tot zijn vrouw nam, moest hij van al zijn vorige vrouwen scheiden, inclusief Rogned'. Daarna trad ze in het klooster en nam de naam Anastasia aan.

## Gorislava in deSoezdalse Kroniek
De latere Soezdalse Kroniek vertelt een verhaal, waarschijnlijk afkomstig uit een Oudnoordse saga, over de dochter van Rogvolod – hier "Gorislava" genoemd – die een complot smeedde tegen Vladimir en haar oudste zoon, Izjaslav, vroeg om hem te doden. Zoals de Noordse koninklijke gewoonte was, werd ze samen met haar oudste zoon naar het land van haar ouders gestuurd, dat wil zeggen, Polotsk. Izjaslavs nakomelingen bleven regeren in Polotsk en de nieuw gestichte stad Izjaslavl (heden Zaslawye in Belarus).
Moderne wetenschappers hebben de verschillen en overeenkomsten onderzocht tussen de verhalen van Rogned' in de Primaire Kroniek en Gorislava in de Soezdalse Kroniek. Eerdere geleerden hebben geopperd dat Rogned' (Rogneda) later werd "omgedoopt" tot Gorislava, een idee dat vooral gepromoot werd door de 16e-eeuwse Nikonkroniek zoals opgenomen in het boek Geschiedenis van de Russische staat (1816–26) van Nikolaj Karamzin. Maar de eerste bron die suggereert dat deze twee vrouwen één en dezelfde persoon waren, die op de een of andere manier een andere naam kreeg, verschijnt pas in de Moskovskii letopsnyi svod 1479 g., 500 jaar na de gebeurtenissen die daarin worden verteld. Francis Butler (2012) en verschillende andere onderzoekers menen dat de legende van Gorislava later werd geschreven dan de legende van Rogned' en dat de vrouwen aanvankelijk anders werden genoemd voordat latere tradities hen als dezelfde persoon identificeerden. Toch bevatten de twee verhalen een korte passage die bijna woord voor woord hetzelfde is. Aleksandr Koptev (2010) redeneerde dat 'haar poging om haar eigen man te doden mij een voor de hand liggende latere toevoeging lijkt aan het oorspronkelijke verhaal van Rogneda'. Hij voegde eraan toe: 'Sjachmatov heeft vrijwel zeker gelijk als hij suggereert dat het verhaal afkomstig is uit de latere Novgorodse traditie, die de superioriteit van de clan van Jaroslavs nakomelingen opeiste tegenover Rogvolods nakomelingen die in Polotsk regeerden.'

## Teksten
| Acte              | De Legende van Rogned' (Rogneda) Primaire Kroniek sub anno 980 teksten Laurentius + Hypatius | De Legende van Gorislava Soezdalse Kroniek sub anno 1128 teksten Laurentius + Radziwiłł + Academische Kroniek |
| ----------------- | --- | --- |
| Aanzoek           | Vladimir trok met Varjagen op naar Novgorod. Hij zei tegen de stadhouders van Jaropolk: 'Jullie moeten naar mijn broer gaan en hem zeggen: "Vladimir trekt tegen je op, wapen je voor de strijd".' Hij vestigde zichzelf in Novgorod en zond bodes naar Rogvolod in Polotsk met de boodschap: 'Ik wil je dochter tot vrouw nemen.' | Over deze Vseslavitsji is het zo, zoals goed ingelichte mensen hebben verteld, dat Rogvolod bestuurde, heerste en regeerde in het land Polotsk en dat Vladimir in Novgorod was, nog steeds een kind en een heiden. En de bevelhebber van zijn troepen was zijn oom Dobrynia, een dapper en effectief man. En deze man stuurde naar Rogvolod en vroeg om zijn dochter voor Vladimir. |
| Weigering         | Deze [Rogvolod] vroeg aan zijn dochter: 'Wil jij met Vladimir trouwen?' Ze antwoordde: 'Ik wil niet de schoenen uittrekken van de zoon van een slavin, maar wel van Jaropolk.' Rogvolod was van overzee gekomen en heerste in Polotsk, zoals Toery de macht had in Toerov, waar de inwoners zich naar hem Toerovtsen noemden. | En hij [Rogvolod] zei tegen zijn dochter: 'Wil jij met Vladimir trouwen?' En ze antwoordde: 'Ik wil niet de schoenen van een slavinnenzoon uittrekken, maar [ik] wil Jaropolk', want Rogvolod was van overzee gekomen en hij had zijn domein, Polotsk. |
| Ontvoering        | De mannen van Vladimir keerden terug en vertelden hem alles wat Rogned', de dochter van Rogvolod, vorst van Polotsk, gezegd had. Vladimir verzamelde een groot leger dat bestond uit Varjagen, Slovenen, Tsjoeden en Krivitsjen en trok op tegen Rogvolod. In die tijd had men het voornemen Rogned' te laten huwen met Jaropolk. [Maar] Vladimir trok op tegen Polotsk en doodde Rogvolod en zijn twee zonen. Zijn dochter nam hij tot vrouw. Toen trok hij op tegen Jaropolk. | En Vladimir, die het hoorde, werd boos over die opmerking: 'Ik [wil geen / wil niet trouwen met een] slavinnenzoon.' En Dobrynia werd boos en was vervuld van woede; en ze namen troepen en trokken op tegen Polotsk en versloegen Rogvolod. Rogvolod vluchtte het fort in. En zij kwamen naar het fort en namen het fort in. En zij namen [Rogvolod] zelf en zijn vrouw en zijn dochter. En Dobrynia beledigde hem en zijn dochter [door haar een slavinnendochter te noemen / die hem een slavinnenzoon had genoemd]. En hij beval Vladimir om met haar te zijn voor de ogen van haar vader en moeder. Daarna doodde hij de vader en nam haarzelf tot vrouw en ze noemden haar "Gorislava". |
| Gorislava's wraak | | En zij baarde Izjaslav. En hij nam ook vele andere vrouwen en zij werd ongelukkig. Toen hij een keer bij haar kwam en in slaap viel, wilde ze hem met een mes doden. En het geschiedde dat hij wakker werd en haar bij de hand nam. En zij zei: 'Ik ben bedroefd geworden omdat je mijn vader hebt gedood en zijn land hebt ingepikt omwille van mij, en nu hou je niet van mij en dit kind.' |
| Izjaslavs complot | | En hij beval haar zich te kleden in al haar koninklijke gewaden, zoals op de dag van haar bruiloft, en op het heldere beddengoed in de kamer te gaan zitten, zodat hij zou komen en haar zou doodsteken. Zij deed dat, gaf een ontbloot zwaard in de hand van haar zoon Izjaslav en zei (tegen Izjaslav): 'Wanneer (je) vader binnenkomt, zeg dan, vooruitstappend, "Vader, denkt u dat u hier alleen loopt?"' En Vladimir zei: 'En wie had jou hier verwacht?' en hij gooide zijn zwaard neer |
| Bojarenraad       | | en riep de Bojaren bijeen en vertelde het aan hen. En zij zeiden: 'Omwille van dit kind, dood haar niet, maar geef haar haar vaderlijk erfdeel terug en geef het haar samen met haar zoon.'En Vladimir versterkte een stad en gaf die aan hen en gaf die stad de naam Izjaslavl. |
| Epiloog           | | En sindsdien nemen de nakomelingen van Rogvolod het zwaard op tegen de nakomelingen van Jaroslav. |

## Nalatenschap
Rond 1823 schreef Kondraty Rylejev een verhalend gedicht getiteld Rogneda. Dit gedicht werd een literaire bron voor haar portrettering in de nationalistische Russische opera Rogneda van Alexander Serov, die in 1865 in première ging.

## Kinderen
Met Vladimir van Kiev:
1. Izjaslav van Polotsk (geboren rond 979, Kiev), vorst van Polotsk (989–1001)
2. Jaroslav de Wijze (niet eerder dan 983 geboren), vorst van Rostov (988–1010), vorst van Novgorod (1010–1034), vorst van Kiev (1016–1018, 1019–1054). Mogelijk was hij de zoon van Anna in plaats van Rogned'.
3. Mstislav (mogelijk Mstislav "de dappere" van Tsjernigov, vorst van Tmutarakan (990–1036), vorst van Tsjernigov (1024–1036); andere bronnen beweren dat hij een zoon is van andere moeders (Adela, Malfrida, of een andere Bulgaarse vrouw)
4. Predslava, concubine van Bolesław I van Polen volgens de Gesta principum Polonorum
5. Premislava (overleden in 1015)
6. Mstislava, in 1018 werd zij ontvoerd door Bolesław I van Polen samen met de andere dochters
7. Ariogia (?)